# Facebooková skupina
Facebooková skupina označuje prvek rozšířené sociální sítě Facebook. Slouží ke sdružování určitého okruhu uživatelů, kteří zde mohou diskutovat, sdílet události, fotografie, dokumenty nebo zasílat zprávy ostatním členům. Typickým příkladem mohou být zaměstnanci jedné firmy, studenti jednoho univerzitního oboru nebo lidé se stejným společným zájmem. Skupina jim umožňuje předávání informací určených pouze jejím členům. Poslední údaje z roku 2010 hovoří o tom, že vyhledávač Google celosvětově odhaduje počet facebookových skupin na více než 620 milionů.

## Typy skupin podle zařazování a uvolňování
V prostředí sociální sítě Facebook se skupiny dělí na 3 úrovně podle zabezpečení soukromí skupiny:
- Veřejná (dříve otevřená) – skupina, její obsah i členové jsou viditelní pro všechny uživatele Facebooku, ale nemohou do ní přispívat, aniž by se stali členy. Členství nevyžaduje potvrzení od správce nebo člena skupiny.
- Soukromá (dříve uzavřená) – uzavřené facebookové skupiny umožňují zajistit větší míru soukromí. Skupina a její členové jsou viditelní pro všechny uživatele Facebooku, ale obsah není veřejný. Členství vyžaduje potvrzení od správce nebo člena skupiny. Tento typ skupiny na Facebooku lze doporučit uzavřenějším komunitám typu: spolužáci ze školy nebo členové klubu/sdružení/organizace/asociace.
- Tajná – z hlediska ochrany soukromí jsou tajné facebookové skupiny nejdokonalejším typem skupin. U tajné skupiny nevidí nečlenové, ani kdo je členem skupiny, ani nevidí jakýkoliv publikovaný obsah ve skupině. Skupina není viditelná, aniž by uživatel dostal pozvánku k přidání se do skupiny od jejího správce nebo člena.[3]

### Změna typu skupiny
Typ facebookové skupiny volí správci společně s jejím názvem při zakládání skupiny.Typ skupiny může být v budoucnu měněn. Jedinou podmínkou je, aby ve vaší skupině bylo méně než 250 členů.
Stačí si zobrazit facebookovou skupinu, kliknout v pravém horním rohu na ikonu ozubeného kola a z menu vybrat položku Upravit nastavení skupiny. Na stránce s nastavením poté můžete vybrat, jestli vaše skupina bude otevřená, uzavřená nebo tajná.

## Pozice uživatelů ve skupině a oznámení
Zakladatel skupiny má pozici administrátora/správce a skupinu spravuje. Pokud se jedná o uzavřenou nebo tajnou skupinu schvaluje vstup novým uživatelům. Správce může zároveň z běžného uživatele vytvořit také správce nebo tzv. moderátora. Ten má stejné pravomoci jako správce, ale nemůže nového správce ani moderátora jmenovat, odebrat ho nebo měnit nastavení skupiny.
Frekvenci oznamování nových příspěvků si může každý uživatel zvolit sám, ze čtyř možností:
- všechny nové příspěvky
- hlavní příspěvky
- příspěvky přátel
- vypnutí všech upozornění

## Rozdíl mezi Facebookovou skupinou a stránkou
Jak facebooková skupina, tak stránka slouží ke sdružování uživatelů a komunikaci, každá však stojí na jiném principu. Stránka je viditelná všem a umožňuje osobám, společnostem a organizacím prezentaci na internetu a spojení s fanoušky, kteří mohou stránku sledovat a být informováni o novinkách. Stejně jako profil reprezentuje skutečné osoby, stránka má reprezentovat autentické a skutečné společnosti. Stránky jsou pravidelně kontrolovány a prověřovány.
Na rozdíl od toho facebooková skupina slouží je spojení menšího počtu lidí se společným zájmem. Mohou diskutovat, sdílet obsah relevantní k zaměření skupiny a organizovat aktivity. Stejně jako u stránky, členové dostávají upozornění o nových příspěvcích.

## Vztahy ve skupině
Vztahy ve facebookových skupinách jsou vytvářeny v úrovni společného zájmu. Pro uživatele je to možnost vytvářet vztahy s lidmi, komunikovat a sdílet obsah témat, který zajímá celou skupinu. Administrátor může přímo posílat zprávy členům a všichni členové mohou komunikovat i v rámci jednoho skupinového chatu.
Podle posledních statistik je každý uživatel v průměru členem 80 skupin a podle pravidel Facebooku může jeden uživatel být přihlášen maximálně ve 600 skupinách. Člověk může skupinu samovolně opustit a smazána může skupina být jen pokud v ní již nejsou žádní členové.

## Prodeje a nákupy v rámci skupin
Facebook je místo, kde se lidé primárně propojují, v posledních letech ale začal být také užíván i k něčemu jinému. Lidé začali v nejrůznějších skupinách nakupovat a prodávat zboží. Více než 450 milionů lidí navštíví nákupní a prodejní skupiny každý měsíc.
Facebook proto v roce 2016 spouští “Marketplace”. Službu, která slouží k prodeji různého zboží mezi uživateli Facebooku. Marketplace startuje v USA, Británii, Austrálii a na Novém Zélandu, dostupné je uživatelům starším 18 let. Na podzim 2017 byla služba rozšířena do 17 států v Evropě, včetně České republiky. V aplikaci stačí zveřejnit fotku, popis a přidat cenu, vše jde zvládnout z mobilu (ve webové aplikaci se služba objevila až později). Zájemce pošle prodávajícímu zprávu a následně je již vše výhradně v jejich kompetenci a Facebook do obchodování více nezasahuje. Pouze usnadňuje nacházení nových věcí a zbavování se těch, které už uživatel nepotřebuje. 

## Aplikace - Facebook groups
Na začátku roku 2015 byla spuštěna samostatná aplikace pro správu facebookových skupin. Podle Marka Zuckerberga více než 700 milionů uživatelů používá facebookové skupiny pravidelně každý měsíc a aplikace ulehčuje jejich správu. V aplikaci má uživatel uložené všechny skupiny, ve kterých je členem, řazené podle frekvence používání.  Aplikace je dostupná ve všech zemích na zařízeních iOS i Android.

## Facebooková skupina jako předmět výzkumu

### Výzkumy o fungování uvnitř facebookových skupin
Podle studie Pew Research Center s názvem Why most Facebook users get more than they give z roku 2012, aktivní uživatelé Facebooku často podávají na síti zprávu, že se zúčastnili určité akce nebo setkání. Poté bývají označováni na fotkách, stanou se facebookovými přáteli s více lidmi a mají více příspěvků na facebookové zdi, neboli timelinu. To zvyšuje pravděpodobnost, že se přidají, nebo budou přidáni také do facebookové skupiny. Ukázalo se, že lidé s větším počtem přátel odesílají i přijímají více žádostí o přátelství, častěji reagují na příspěvky svých přátel, kteří na oplátku reagují na jejich příspěvky. Opět zde funguje spojitost mezi aktivitou na Facebooku a členstvím ve facebookových skupinách – čím více přátel, aktivit, přidávání příspěvků nebo označování přátel na fotkách, tím častěji je uživatel přidáván do skupin.
Studie se dále zabývala tím, jestli vyšší aktivita na Facebooku znamená rozmanitější síť kontaktů v reálném životě. Členství ve virtuální skupině, stejně jako členství v reálné skupině, je asociováno s kontakty s rozmanitějšími skupinami lidí a s lidmi různého původu. Ale lidé, kteří používají sociální sítě typu Facebook, MySpace nebo LinkedIn, mají v průměru o 20 % různorodější síť kontaktů.

### Facebooková skupina a politická angažovanost
Zvláště silný vztah je patrný mezi používáním Facebooku a politickou participací. Studie zjistila, že aktivní uživatelé se s vyšší pravděpodobností zúčastní politických akcí a shromáždění a následné členství v politicky zaměřených skupinách může ovlivňovat názory a postoje člena, stejně tak, jako člen může ovlivňovat názory a postoje ostatních. Zároveň se zvyšuje pravděpodobnost, že uživatel půjde volit.

### Vliv facebookových skupin na mezilidské vztahy
Na tvrzení, že členství ve facebookových skupinách a obecně i participace na sociálních sítích oslabuje reálné vztahy s lidmi v našem bezprostředním okolí, reaguje studie Pew Research Center s názvem Social Isolation and New Technology z roku 2009. V porovnání s rokem 1985 se síť lidí, se kterými může průměrný Američan diskutovat o tématech, považovaných za důležité, zmenšila o cca 1/3 nebo přibližně o jednoho takového člověka. Co se týče této sítě důvěrných přátel, kontakt s nimi stále většinou spočívá v setkávání se „face-to-face“. Uživatelé Facebooku mají ale o 26 % nižší pravděpodobnost, že budou mít své sousedy jako přátele a pravděpodobnost, že v případě potřeby požádají sousedy o pomoc, je nižší o 40 %.

## Sociologické pojetí facebookové skupiny
Podle znaků, kterými se vyznačuje sekundární skupina v teorii autora E. W. Burgesse lze facebookovou skupinu zařadit právě do ní. Znaky jsou: vytváření za účelem dosažení určitých společných cílů, jedinec do skupiny přichází již socializován a podílí se na jejím fungování. „Interpersonální vazby jsou méně osobní, dominantním typem vazby je vztah funkční a instrumentální. Skupiny jsou početnější, takže osobní známost každého s každým není většinou téměř možná . Existence skupiny je přímo závislá na účelu, za kterým byla založena. Nevznikají v ní až na výjimky žádné intimní vztahy, naopak jsou v rámci fungování chápany jako nežádoucí. Nejčastěji jde například o všechny asociace, organizace, zájmová sdružení, ale i politické strany, pracovní kolektiv, školní kolektiv, sportovní týmy nebo církevní komunity.
Facebooková skupina odpovídá i definici referenční skupiny podle R. K. Mertona uvedené ve Velkém sociologickém slovníku, a to jak otevřená, uzavřená i tajná. Podle ní člověk přizpůsobuje své chování, vzhled (zde lze vztáhnout například na virtuální sebeprezentaci – správa profilu, profilová fotka), názory atd. Pokud člověk není jejím členem, usiluje o to, být její součástí. Budoucí i současní členové skupiny mohou vykazovat specifické znaky a vlastnosti, charakteristické pro hodnoty skupiny. V tomto kontextu lze jako referenční skupiny označit hlavně skupiny uzavřené a tajné.

### Facebooková skupina v sociologickém chápání sociální skupiny
Facebookovou skupinu lze přiřadit k pojmu sociální skupina. Sociální skupina je pojem označující sociální útvar, který se vyznačuje určitými rysy. Tvoří ho dva a více osob. Uvnitř je nastavena hierarchie, která rozlišuje náhodný shluk jedinců od skupiny. Členové spolu komunikují. Facebooková skupina splňuje všechny zmíněné body, komunikace však probíhá virtuálně. Jelikož jsou vztahy pouze virtuální, nemusí být tak silné jako u běžných skupin, není to ovšem pravidlem. Jedinec si na internetu vytváří virtuální osobnost, z čehož vyplývá, že veškeré utvořené vztahy na sociálních sítích jsou také pouze virtuální. Ve skutečném životě nemusí dojít k navázání vztahu. Struktura facebookové skupiny se nijak neliší od reálné, nevirtuální skupiny. Uživatel facebooku vytvoří skupinu na určité téma a lidé se stejným zájmem jednoduše požádají o vstup. V reálném životě skupiny vznikají sdružením lidí se stejnými zájmy nebo náhodně. Jakmile skupina splní svůj účel, dojde k jejímu zrušení.
Druhy vazeb ve facebookové skupině:
- Primární – rodina, přátelé
- Sekundární – účelové vztahy

o Expresivní – z pobytu ve skupině má jedinec vnitřní uspokojení (zájmová uskupení)
o Instrumentální – slouží k dosažení cíle (pracovní kolektiv)